# مركز الديمقراطية وحقوق العاملين
مركز الديمقراطية وحقوق العاملين هو منظمة فلسطينية غير حكومية وغير ربحية. يقع مقره الرئيسي في مدينة رام الله ولديه مكتب فرعي في مدينة غزة.

## التأسيس
أسس مجموعة من النقابيين والمحامين والأكاديميين والشخصيات السياسية في المجتمع الفلسطيني المركز في عام 1993، يضم المؤسسون حسن البرغوثي (الأمين العام للاتحاد الدولي لجمعيات تعليم العمال في البلدان العربية)، وغسان الخطيب (وزير سابق للعمل والتخطيط في السلطة الوطنية الفلسطينية).

## الأهداف
يهدف المركز إلى ضمان حقوق وكرامة المواطن الفلسطيني، والتأسيس لنظام حماية اجتماعية، وتمكين المرأة اقتصاديًا واجتماعيًا وسياسيًا والدفاع عن حقوق العمال وتعزيز العدالة الاجتماعية.

## وصلات خارجية
- الموقع الرسمي